# 怪人二十面相
怪人二十面相（かいじんにじゅうめんそう）は、江戸川乱歩の創作した架空の大怪盗。同じく江戸川乱歩の作品の数々に登場する名探偵明智小五郎や、彼の助手・小林少年と彼率いる少年探偵団がライバルとなっている。日本人で、本名は遠藤平吉（えんどう へいきち）。
黒マントにタキシード、黒いアイマスク が二十面相の有名なイメージだが、これは「少年倶楽部」の挿し絵に描かれた姿であり、映画やドラマではたびたび採用されるが、乱歩の原作中に登場したことは一度もない。
1936年（昭和11年）に『怪人二十面相』で初登場し、乱歩作品では1962年（昭和37年）まで、おもに少年少女向け探偵小説『少年探偵シリーズ』に登場した。『妖怪博士』後の戦争（第二次世界大戦）中は息を潜めていたが、日本敗戦後の『青銅の魔人』にて復活。以降は逮捕・脱獄・偽装死を繰り返しながらも明智や小林率いる少年探偵団と対決し、『透明怪人』での逮捕後は、『怪人四十面相（かいじんしじゅうめんそう）』とも名乗る様になっている。

## 人物
年齢は三十歳前後。変装の天才であり、声色も自由に変えることが出来る。「どんなに明るい場所で、どんなに近寄ってながめても、少しも変装とはわからない、まるで違った人に見え、老人にも若者にも、富豪にも乞食にも、学者にも無頼漢にも、いや、女にさえも、まったくその人になりきってしまうことが出来る」、「賊自身でも、本当の顔を忘れてしまっているのかもしれない」という大怪盗であり、「まほうつかいのようなふしぎなどろぼう」である。「二十面相」という名前であるが実際には二十以上の顔を持っており、この点から倍の数となる「四十面相」の名を名乗った事もある。しかし、乱歩は「四十面相に名前を変えたのは失敗だっ」たらしい。「一つのみょうなくせ」があり、「なにかこれという貴重な品物をねらいますと、かならず前もって、いつ何日（いつか）にはそれを頂戴に参上するという、予告状を送る」。
かつては名の知れたサーカス団で曲芸師をしていた経験から、基礎的な身体能力は非常に高く、また手品の様なトリックや仕掛けを考案する狡猾な頭脳の持ち主でもあり、二十面相の犯罪に道化師の扮装やサーカス、曲芸技がしばしば使われているのはこの為である。手錠抜けの名人でもあり、手錠をかけただけではすぐに手の自由を取り戻すことが出来る。『おれは二十面相だ!!』で二十面相は「俺は柔道五段の腕前だ」と自慢しているが、『怪人と少年探偵』ではなぜか「柔道三段」に腕前が下がっている。またフェンシングの名手でもある。趣味嗜好においてはウィスキー、煙草等を嗜むが、過去の挫折を理由に自身を偉大な存在であると示したい自己顕示欲の反映からか、アジト内では金モールの入った将軍の様な軍服を好んで着ている。
初登場作品『怪人二十面相』の冒頭で、「人を傷つけたり殺したりする、残酷な振舞は、一度もしたことがありません。血が嫌いなのです」と説明されており、劇中で二十面相自ら「僕は人殺しなんかしませんよ」と公言している。『少年探偵団』のラストでは、自分もろともアジトを爆破し、明智らを巻き添えに爆殺すると脅したが、実際に爆発が起きたのは明智らが避難した後だった。『怪奇四十面相』では火事場に孤立した小林少年を「小林をたすけなければ・・・」との言葉を吐いて、我が身の危険も省みず救出に飛び込む場面もあり、「血がきらい」という「紳士盗賊」らしさを見せている。この為か、ピストルや短刀は殆ど使用しない。
一方、『怪人二十面相』の冒頭の解説で「併し、いくら血が嫌いだからと言って、悪いことをする奴のことですから、自分の身が危ないとなれば、それを逃れるためには、何をするかわかったものではありません」と述べられ、「東京中の人たちはただこの一事を恐れ、二十面相の噂ばかりしている」というのが物語の出だしだった。実際に目当ての宝や金を手に入れる為ならば、殺人こそ犯さなくても、対象の宝の所有者や富豪の身内を誘拐してそれを人質にする形で身代金や宝を要求するといった卑劣な行いを平然としており、進退窮まって自爆で脅すパターンは他にも見られ、追い詰められたりすると盗賊らしく荒っぽい振る舞いに出る事がある。また、小林少年を始めとする少年探偵団の団員達に対しても、奇術や機械仕掛け、怪物の着ぐるみ等を用いて怖がらせたる事はよくあり、特に青銅の魔人や魔法博士、カブトムシ大王、妖人ゴングといった「怪人二十面相」とは異なる別人を名乗って犯罪を行う際は、やはり誘拐して人質にとったり、奴隷の様に扱って虐待紛いな行いをする事も厭わず、特に妖人ゴングを名乗った際は、小林少年をブイの中に閉じ込めて殺害しかけた事もある。他にも、『青銅の魔人』では、自らの目的の為に戦争で消息不明になった手塚氏に成り済まして手塚家に居座り、行方不明のままであった事に心を痛めていた妻や子供の昌一、雪子を騙すという卑劣な手段に及んでおり、物理的な暴力は好まないが、人の心を傷つける行いに関しては躊躇を見せない様子も見せる。『怪奇四十面相』ではいつもは玩具の拳銃で脅すところ、実銃を取り出して引き金を引いた（事前に明智が弾を抜いていたため不発）という場面があり、あるエピソードで明智を幽閉した際にも、直接殺すのが嫌いなだけで「君（明智）が脱出できずにこのまま死んで行くのは私の知った事ではないからね。」と嘯いて去っており、この時には明智からも二十面相を「凶賊」とも呼んでいる。
将軍の様な軍服をプライベートでは好んで着ていながら反戦主義者ぶる事があり、『宇宙怪人』では居並ぶ警察や明智ら大向こうを前に「戦争を起こして沢山の人を殺した悪い奴らがつかまらず、自分だけがつかまる」事に対して憤慨し、散々世間を騒がせた己の悪業を棚に上げて「戦争という大犯罪」を批判している。その一方で、「（星の世界から）攻められる前に、こちらから攻めたらどうだ」と、むしろ好戦的な熱弁を揮ってもいる。『透明怪人』や『電人M』でも反戦めいた発言をしている。
毎回、複数名義で入手した洋館などにからくり仕掛けを施してアジトに構え悪事を働いているのだが、毎回明智にしてやられる形で終わり、各ストーリーの最後で捕まって次のストーリーが始まるまでにはいつの間にか脱獄している事や死を偽装して逃走する展開が多い。

### 乱歩と怪人二十面相
『怪人二十面相』が書かれた当時の少年誌には、少年探偵ものが数多く連載されていた。しかしこれらの作品では、探偵役を主人公の少年自らが担って、推理という難解な作業を行なっていた為、内容がそらぞらしく迫力にかけるものが大半であった。
雑誌『少年倶楽部』の編集者たちは、主人公の少年が探偵をするのではなく、主人公以外の大人が探偵役を担う事でより面白い小説が作れるのではないかと思い立った。そこで、編集者たちは誰がその探偵役を引き受けるべきかを議論したところ、「誰もの口から、明智小五郎の名が出て、異議なくそれにきまった」。
そこで『少年倶楽部』の編集者であった須藤憲三が、1935年（昭和10年）夏ごろ東京會舘で開かれた野間清治社長を囲む作家たちの親睦会で、乱歩に少年ものの連載の話をもちかけた。この時乱歩は「いかにも思いがけないことを聞いたふう」であったが、「なにがしかの興味が動いた様子」であったという。
当時の少年探偵ものは非現実に徹しきれないため盛り上がりに欠けるのだと考えた乱歩は、「思い切った非現実」的なものを書く事にした。そこで乱歩は「少年ルパンものを狙って」、敵役としてアルセーヌ・ルパンばりの大怪盗を登場させる事にした。
こうして1936年（昭和11年）1月から12月にかけて『少年倶楽部』誌に『怪人二十面相』が連載される事となった。従来なかった趣向の物語は大いに受け、子供からの手紙が乱歩のもとに驚くほど来たという。一年の連載が終わると講談社から単行本となり、これも多いに売れた。当時は『少年倶楽部』が発行部数では独り天下で、乱歩は『少年倶楽部』以外に書く気はなかったという。
明治末期から大正期に、三津木春影がフリーマンやコナン・ドイルの短編を翻案した『呉田博士シリーズ』という少年冒険探偵小説を連載して人気があった。乱歩が大学初年級時代に連載中の三津木が急逝し、その続編を雑誌が公募したことがあり、乱歩は下書きまで書いていたが、締め切りに間に合わずお蔵入りしたという。乱歩は「いずれにしても、そういうことがあったとすれば、私には少年ものの下地がなかったわけでもないのである」と述べている。
乱歩によると西洋の少年探偵小説は日本のもののようなどぎついものではなく、もっとおっとりしている。これは初めから本にするために書き下ろした長編であるためで、「日本のように毎月毎月読者をハラハラドキドキさせなければ受けない連載ものとは違う」のだといい、これを「日本は印税では引き合わないので、まず雑誌に連載するのが常道になっているという違いからくるのだ」と説明している。乱歩は「二十面相シリーズ」について「筋はルパンの焼き直しみたいなもので、大人ものを描くよりこのほうがよっぽど楽であった」と述懐している。
戦争が激しくなると、日本の文壇は軍部によって探偵小説執筆が禁止された。二十面相シリーズも中断してしまい、日本敗戦によってようやく再開が叶った。松村喜雄によると乱歩は日本敗戦の際、「探偵小説を禁止した日本軍が敗れ、陣中でミステリーを読んでいた米軍が勝った」と興奮して語ったという。戦後、シリーズが復活した『青銅の魔人』では、乱歩は大張り切りでこれに取り組み、当時生きるのにやっとという時代だけに、発売されるや子供だけでなく大人も文字通りこれをむさぼり読んだという。
戦後の光文社での連載では、「乱歩先生は暗い蔵の中で髑髏に乗せた蝋燭一本の明りをもとにお話を書いている」などと、乱歩自身が二十面相のように紹介されていた。実際はこれは作り話である。『二十面相』の連載による収入は、乱歩に経済的なゆとりを与え、金に執着しなかった乱歩の経済的危機や、戦後、報酬を度外視した探偵小説隆盛のための活動を支えた。またこのシリーズによって奇術的なトリック小説の面白さを知った少年少女のファンたちは、やがて推理小説の読者に育っていき、読者層を拡大すると同時に論理的思考の習慣を子供たちに植えつけたのである。

### 名前の由来
「二十面相」という名前は、トマス・ハンシューの『四十面相のクリーク』をまねたものである。当初乱歩は怪盗ルパンのように「怪盗二十面相」という名前にするつもりであったのだが、当時の少年雑誌倫理規定により「盗」という字を使うのはよくないとされ、「怪人」と改めた。作中では名前の由来は変装の名人であり、「その賊は二十の全く違った顔を持っている」からだと説明されている。
後に怪人二十面相は『怪奇四十面相』で、世間で自分が「二十面相」と呼ばれる事に不満を表し、「私の顔はたった二十ではなく、少なくともその倍の四十は違った顔をもっている」として四十面相（しじゅうめんそう）と変名しているが、これは明らかに『四十面相のクリーク』の影響である。ただ、四十面相という名前があまり世間に浸透しなかったためか、明智にも「二十面相」と呼ばれるようになり、『塔上の奇術師』（代作では『ふしぎな人』）を最後に四十面相という表記がなくなり、二十面相に戻る。

### 来歴
シリーズ作品中、怪人二十面相の過去が書かれたものに『サーカスの怪人』がある。これによると二十面相の本名は「遠藤平吉」であり、元々は『グランド・サーカス団』というサーカス団の曲芸師であった。笠原太郎という曲芸師と二代目団長の座を争ったが争いに敗れ、『サーカスの怪人』時から15年前に、サーカス団を飛び出している。ただサーカスの怪人事件が連載時の1957年とすると、二十面相は戦前から活動しているのでつじつまがあわなくなる。
遠藤平吉がこの後どのような経緯で怪人二十面相になったのかについては触れられていない。しかし、小説『怪人二十面相』の冒頭では、彼はすでに「二人以上の人が顔をあわせさえすれば、まるでお天気のあいさつをするように怪人『二十面相』のうわさを」し、「毎日毎日新聞記事をにぎわして」いる大怪盗になっていた。
『サーカスの怪人』時から3年前に警察に捕まった際に、笠原に自分が犯人であると証言されたことから、笠原の事を逆恨みするようになり、約1年もの年月をかけて準備し、『サーカスの怪人』で「グランド・サーカス事件」を引き起こすのである。

### 犯行目的
二十面相は「宝石だとか、美術品だとか、美しくてめずらしくて、非常に高価な品物を盗むばかりで、現金にはあまり興味を持たない」。現金は必要経費を稼ぎ出すため、部下ともども「くらしをたてるため」に盗むだけであり、二十面相曰く、本来の目的は「世界の美術品をあつめること」、その手段は「買いいれるのではなく、ぬすみとる」ことであり、「二十面相大美術館をつくるのが、おれの一生の目的だ」という（『電人M』）。
シリーズ中何回か、この美術館を完成しているが、いつも明智や少年探偵団によって暴かれ、収蔵品を奪い返されてしまう。このため、何度も自身のアジトを突き止め通報している少年探偵団の小林少年と、チンピラ別動隊のポケット小僧に深い恨みを持っている。本人は『おれは二十面相だ!!』で、「美術品を集めることは、けっしてあきらめない。明智先生と根くらべだ」と嘯いている。
三作目の『妖怪博士』以後、「自分を何度も辱めた明智小五郎への復讐」が犯罪動機の一つとなり、世間と少年探偵団を驚かす事を主目的とした愉快犯的な行動が多くなっていく。戦後作品では劇場型犯罪がエスカレートし、変装も青銅の魔人を皮切りに、夜光人間、宇宙怪人、電人M、鉄人Qなど手の込んだ奇妙な人外の物が多くなった。

### 結末の描写
シリーズ中、物語の最後で二十面相は21回捕まり（『宇宙怪人』を含む）、19回脱獄している。『怪奇四十面相』では獄中にいる二十面相が脱獄する場面が描かれた。
その他の作品では、「生死不明」が『少年探偵団』、『青銅の魔人』、『宇宙怪人』、『鉄塔の怪人』（ポプラ社版『鉄塔王国の恐怖』）の4回。『宇宙怪人』のラストでは下項のように二十面相は「生死不明」として描かれている。のちのポプラ社版『奇面城の恐怖』で、明智はこの際に「二十面相を逮捕した」と述べている。しかし先に出た光文社版『奇面城の恐怖』では『サーカスの怪人』で逮捕したことになっている。ポプラ社シリーズは執筆順序と違うため、それにあわせ編集者か作者が文章を変えたらしい。
『怪人二十面相』では、二十面相の偽者が捕まっており、替え玉を使っての脱獄は何度か見られた。また、「少年探偵シリーズ」では、怪人二十面相の「死」が何度か描かれている。しかしもちろん二十面相は本当に死んだわけではなく、死んだように見せかけてどこかに逃げたのである。『虎の牙』で明智は二十面相を「二度も三度も死んだ男だ。死んだと見せかけて、生きていた男だ」、「不死身の男だ」と評している。
- 『少年探偵団』では、アジトの床下にある小部屋で火薬の樽に火を放ち自爆した。しかしその際二十面相の死体は発見されなかった。次作『妖怪博士』で二十面相は復讐の為に、自ら「生きている二十面相」と名乗って明智と少年探偵団の前に再びその姿を現した。
- 『青銅の魔人』では、二十面相の乗ったモーターボートが爆発し、着ていた青銅魔人の衣装ごと川に沈み行方不明となった。
- 『宇宙怪人』では、二十面相は潜航艇で逃げようとするが、明智に潜航艇の機械を壊されていた事を知ると、予め用意してあった爆弾で自爆した。
- 『鉄塔の怪人[注 3]』（ポプラ版『鉄塔王国の恐怖』）では、巨大カブトムシに扮した二十面相が塔の天辺から身を投げた。後述するように、このときは本当に死んだのかも知れない。

### 小道具、トリック
変装具
カツラやつけ髭、眼鏡など、様々な変装用小道具で、わずか3分ほどで他人の姿に化けてしまう。いつも化粧道具を入れた円いコンパクトを携帯しており、明智探偵に化けたことも多数あった。
拳銃
「人殺しは嫌い」ということで、玩具の拳銃を脅しに使う。細紐でこれを吊るし、カーテンの向こう側から銃口をのぞかせて、部屋内の人達を足止めさせるトリックを好んだ。稀に実銃を使うこともある。
絹紐の縄梯子
丈夫な黒い絹紐を縒り合せ、鉤と結び目をつけて梯子にしたもの。丸めてポケットに納められ、まったく同じ道具を明智や少年探偵団員（中学生限定）も使用している。
ブラック＝マジック
小道具ではないが、二十面相はブラック＝マジックを多用する。ブラック＝マジックとは、暗がりを利用したマジックで、観客席をライトで照らすことで、舞台の暗さを引き立たせ、舞台で物体を黒い布で覆ったり、逆に布を取り除いたりする事で、物体を消失させたり出現させたりするトリック。二十面相はこのトリックでバラバラの骨を浮遊させて「骸骨男」、また黒い糸で物を吊り上げ、あたかも浮遊しているかのように見せた「透明人間の出現」を演出する。暗闇をバックに奇怪な顔を浮遊させるトリックも好んで使った。
マンホール
路上のマンホールに隠れることで、逃走や誘拐に使う。変装具を隠しておく場合もあり、公設のマンホールに見せかけて作った「私設マンホール」を使うこともある。
自動車
戦前はまだ珍しかった自家用自動車を活用し、拉致連行などの悪事を働く。少年探偵団員が後部トランクに忍びこんでアジトに潜入するパターンも多かった。
義手
上着の袖に精巧な義手を縫い込んでいて、この義手に手錠をかけさせ、まんまと逃走した（『妖怪博士』）。『夜光人間』でもマントの下にビニール製の義手を二本ぶら下げ、それと知らずこれにしがみついたチンピラ別動隊を蹴散らして逃走している。
着ぐるみ
蝙蝠の怪人、巨大カブトムシ、妖星人R、黄金の虎、鉄の人魚、様々なロボットなど、部下ともども着ぐるみを被って化け物に扮し、世間を惑乱させる（多くの場合、二十面相/四十面相を名乗らず、最後に明智に正体を暴かれるまで、新たに作り上げたキャラクターに徹する）。二十面相はこの被り物のリアリティーに拘り、『鉄塔の怪人』（ポプラ社版『鉄塔王国の恐怖』）では巨大カブトムシに入って、汗びっしょりになりながら何度も部屋の壁を這い上って動き方の手本をみせたり、『海底の魔術師』ではわざわざ大蟹に入って断崖を這い降りたりしている。脱いだ後はコンパクトに折りたたんで隠せる仕様の着ぐるみも多かった。
「青銅の魔人」など、着ぐるみと同じ形の伸縮自在の風船状のゴムの替え玉人形を用意しておき、高所から落として身代りとする逃走術もよく用いている。
ゴムの吸盤
西洋の手品師が使う、20cmほどのゴムの吸盤を手と膝に着けて、建物の外壁を這う。『虎の牙』で二十面相扮する「魔法博士」が洋館の外壁を逆さまに這い降りた。
プロペラ
『宇宙怪人』事件以来、二十面相はデモンストレーションや逃走用に「プロペラ」を使って空を飛ぶ。これは「プロペラのついた箱のような機械を（革帯で）背中にくっつけて使う」もので、夜や薄暗い日にはプロペラが見えないため、地上からはあたかもスーパーマンのように空を飛んでいるように見える。
『宇宙怪人』によれば、「この機械は、一年ほど前、フランス人が発明して、パリの郊外で飛んでみせたもの」で、その写真が日本の新聞にものったほど。しかしまだオモチャみたいなもので、遠くまでは飛べず、せいぜい200〜300mで、機械（エンジン）の力がなくなってしまう。
この機械は明智の依頼でより馬力を増して複製され、明智小五郎や少年探偵団が以後使用することがあった。『鉄人Q』では少年探偵団の小林・井上両少年が、『妖星人R』（ポプラ社版『空飛ぶ二十面相』）では明智探偵が、このプロペラを使って逃亡を図る二十面相と空中戦を展開した。
『夜光人間』や、『仮面の恐怖王』、『ふしぎなひと』、二十面相最後の作品『超人ニコラ（黄金の怪獣）』でも、二十面相はこのプロペラを使って悪事を働く。
小型潜航艇・船舶
小型の潜航艇や専用の船舶を所有しており、拉致監禁や逃亡に使う。
夜光塗料
『夜光人間』では全身に夜光塗料を塗りたくる事で夜光怪人に扮した。
映画フィルムの加工
映画のフィルムに細工をして上映時にデモンストレーションとするほか、拉致誘拐を行う。『仮面の恐怖王』では、フィルムに血に擬した赤い塗料を塗り、黄金仮面の古い白黒映画の上映中、黄金仮面の顔が大写しになるシーンで、仮面の口から突然真っ赤な血を流れさせて観客を驚かした。『鉄人Q』では、子供映画のフィルムに怪人の顔の大写しと笑い声を挿入して館内をパニックに陥れ、行夫少年を誘拐した。
幻灯機
幻灯機による投影で、人体消失や怪異現象を演出する。
催眠術
強力な催眠術を使い、少年探偵団を翻弄する。
腹話術
腹話術の名人で、変装と併用して他者を撹乱する。

### 二十面相の手下・仲間たち
二十面相は毎回大勢の手下を引き連れて、大がかりな劇場型犯罪を行う。怪力の大男や小人島と呼ばれる一寸法師など、さまざまな部下がいる。いずれも「二十面相大美術館」構想に賛同した者たちであり、中には二十面相の替え玉もいて、逮捕の危険も顧みず主人になりかわって犯罪現場に赴く者もいる。二十面相はアジトで、一週間に一度、この部下たちと会議を開く。
これらの生粋の部下以外に、臨時雇いのコックや無頼漢がいる。主人が二十面相と知らずに金で雇われた手下たちもいて、これらの手下は、主人の正体が悪名高い二十面相と知るや、震えあがって即座に警察に投降していた。大枚の現金による買収は二十面相の常套手段である。
また、『魔法人形』など多数の作品で少年や少女、児童を手下にしており、これら未成年者を犯罪に加担させている。『魔法博士』や『超人ニコラ』など、偽少年探偵団員を仕立てたこともあった。
洋館アジトの警護に四角ばった形や、一見人間風の等身大のロボットを使うことがある。これは手下が化けている以外に、作品によっては本物のロボットとみられるものも登場していた。トラなどの猛獣を飼い慣らし、しばしば悪事に利用している。
また部下や手下ではないが、『宇宙怪人』では、全世界規模で提案賛同者たちから協力を得ている。正体不明の美女がアジトに潜んでいることもあり、『黄金豹』には「ネコ夫人」という女性の仲間が登場している。『青銅の魔人』では、最後の逃走を図る前に小林少年に「おれにだって、なごりをおしんでくれる人もあるからね」と嘯いている。

### 盗んだもの（未遂を含む）
- ロマノフの宝冠についていた六つのダイヤモンド、鎌倉時代の観音像、雪舟や狩野探幽の名画、国立美術館に収められている美術品全て（『怪人二十面相』）

雪舟の絵は『妖怪博士』や『電人M』でも奪っている
- ダイヤやプラチナをちりばめた「皇帝の夜光の時計」（『青銅の魔人』）
- 真珠の塔「志摩の女王」、「にじの王冠」（『灰色の巨人』）

「志摩の女王」は二十年前には黄金仮面に奪われた事もある
- ヨハネス・グーテンベルク出版の聖書（『魔法博士』）
- 「純金の豹」、「二十三個のダイヤモンド」、「インドの宝石」（『黄金の豹』）
- 推古仏（飛鳥仏）

二十面相はこの宝物に執心で、『透明怪人』や『夜光人間』で標的とし、『妖星人R』でついに手中に収めている。（『夜光人間』の場合は自作自演で、「盗まれた」とみせたのはもともと二十面相が持っていた推古仏だった。）
- 「レンブラントのS夫人像」（『奇面城の秘密』）
- 「黄金の宝石箱」（『塔上の奇術師』）
- 「黄金の宝冠」（『仮面の恐怖王』）
- 「古代エジプトの巻物」、「真珠のぞう」（『おれは二十面相だ!!』）
- 「くれないの王冠」（『怪人と少年探偵』）
- 「青い炎」（『超人ニコラ』）

他多数。美術品は二十面相本人だけでなく、部下たちによっても集められる。『おれは二十面相だ!!』での二十面相のセリフによると、明智探偵に奪還されても、集めた美術品はいつも半年もすればまた元のように集まってくるらしい。

## 登場作品
怪人二十面相は『少年探偵団』、『サーカスの怪人』など、代作も合わせ合計で29の作品に登場した。『大金塊』で登場しなかったのは、時局柄怪盗の出てくる話を避けたためと言われている。
短編「天空の魔人」（『少年クラブ増刊』昭和31年1月15日）に特定の相手は出てこない。「探偵少年」（『読売新聞』昭和30年1月～12月、ポプラ社版では「黄金の虎」）、「まほうやしき」、「赤いカブトムシ」では、二十面相に代わって「魔法博士」が少年探偵団と対峙する。この魔法博士は明智の知人で、「雲井良太というお金持ちの変わりもの」であると「黄金の虎」で説明がある。ただし、怪人二十面相も作中で「魔法博士」の別名を用いることがある。
怪人二十面相の登場する「少年探偵シリーズ」は、戦前は昭和11年から『少年倶楽部』、戦後は昭和24年から、主に光文社の『少年』などで連載された。連載後、戦前は講談社が叢書化した。連載時の挿絵は戦後は石原豪人らが担当している。「少年探偵シリーズ」を初めて全集化したのは光文社であり、昭和26年から昭和35年まで、10年間にわたり刊行され、人気を博した。この光文社の全集シリーズのカバー絵はすべて松野一夫が担当。昭和26年全集刊行当時の光文社の巻末広告は次のようなものだった。
「不死身の怪人、世紀の怪盗、変装の大名人、風のごとく現れ、風のごとく消えさる怪人二十面相と、名探偵明智小五郎の、しのぎを削る大智能戦!」
光文社は昭和36年に新装配本として、新たに最終作『超人ニコラ』までを含む全26巻の予定で『少年探偵団全集』の刊行を始めたが、定価（120円）を従来の倍（300円）にしたため売れ行きが伸びず、わずか5巻発行したところで中止となってしまった。せっかくの新装全集化が頓挫し、横溝正史は「晩年の乱歩は淋しかったろう」と同情している。この新規全集配本は、乱歩最晩年の昭和39年以降、ポプラ社によって引き継がれた。
乱歩はこのシリーズについて、次のように解説している。
「このシリーズには、どの話でも、最初は、おばけのような怪物があらわれたり、どうしてこんなことがと、おどろくようなふしぎなことがおこる。このなぞがどうしてとけるのだろうと、さきを読まなくてはいられなくなる。そして、お話の最後には、かならず、その種あかしがある。そこで、ああそうだったのかと満足する。ふしぎをふしぎのままでおわらせないで、きっと種あかしがついている。そこにこのシリーズの特徴があるのだと思う」
戦前
『少年倶楽部』の対象年齢は、小学上級生から中学初年級だった。
- 怪人二十面相 （『少年倶楽部』昭和11年1月～12月）
- 少年探偵団 （『少年倶楽部』昭和12年1月～12月）
- 妖怪博士 （『少年倶楽部』昭和13年1月～12月）

『青銅の魔人』での明智のセリフによると、この作品のラストで逮捕された二十面相は、「一年もしないうちに刑務所を脱走して、どこかへ姿をくらませてしまった」。
戦後
戦後の掲載誌『少年』や『少年クラブ』の対象年齢は小学低学年に下がっており、内容もこれに合わせて小学生向けとなっている。
- 青銅の魔人 （『少年』昭和24年1月～12月）

光文社から初め「痛快文庫」シリーズの一冊として刊行され、昭和26年からの全集に組み込まれた。少年探偵団は出て来ず、小林少年によってポケット小僧ら戦災孤児を集めた「チンピラ別動隊」が組織され、以後二十面相の好敵手となる。
- 虎の牙 （『少年』昭和25年1月～12月）

連載予告時の題名は「巨人と怪人」。ポプラ社版では「地底の魔術王」。二十面相は「魔法博士」を名乗る。
- 透明怪人 （『少年』昭和26年1月～12月）

『虎の牙』事件から1年あまり後の物語である。
- 怪奇四十面相 （『少年』昭和27年1月～12月）

「二十面相」から「四十面相」と自ら改名する。『透明怪人』事件から数月後の物語である。
- 宇宙怪人 （『少年』昭和28年1月～12月）

プロペラ飛行を初披露。
- 鉄塔の怪人 （『少年』昭和29年1月～12月）

ポプラ社版では「鉄塔王国の恐怖」
- 灰色の巨人 （『少年クラブ』昭和30年1月～12月）

昭和30年以降、『少年』以外にも連載されるようになる。
- 海底の魔術師 （『少年』昭和30年1月～12月）
- 黄金豹 （『少年クラブ』昭和31年1月～12月）
- 魔法博士 （『少年』昭和31年1月～12月）
- 大暗室（昭和31年12月、ポプラ社 日本名探偵文庫）

ポプラ社からの刊行で、乱歩の過去作品が二十面相作品として加えられる。氷川瓏 による代作。乱歩の成人作品『大暗室』をアレンジしたもの。
- サーカスの怪人 （『少年クラブ』昭和32年1月～12月）

「遠藤平吉」という二十面相の本名が明かされる。
- 妖人ゴング （『少年』昭和32年1月～12月）

ポプラ社版では「魔人ゴング」。この作品から明智の姪の少女探偵、花崎マユミが登場。少女向け雑誌『少女クラブ』での連載に合わせたもの。
- 魔法人形 （『少女クラブ』昭和32年1月～12月）

ポプラ社版では「悪魔人形」
- 奇面城の秘密 （『少年クラブ』昭和33年1月～12月）

『サーカスの怪人』に続く物語。
- 夜光人間 （『少年』昭和33年1月～12月）
- 塔上の奇術師 （『少女クラブ』昭和33年1月～12月）
- 鉄人Q （『小学四年生』～『小学五年生』昭和33年4月～昭和34年3月）

学習研究社の各学年雑誌での連載が始まる。
- ふしぎな人 （『たのしい二年生』昭和33年8月～昭和34年3月）

「四十面相」の別名が使われたのはこの作品まで。
- 仮面の恐怖王 （『少年』昭和34年1月～12月）

「ルパンのまねをして」、黄金仮面に扮して登場。
- 名たんていと二十めんそう （『たのしい三年生』昭和34年4月～12月）
- かいじん二十めんそう （『たのしい一年生』、『たのしい二年生』、『たのしい二年生』昭和34年11月～昭和35年12月）

少年探偵団とポケット小僧が主役で、明智探偵は登場しない。
- 電人M （『少年』昭和35年1月～12月）
- おれは二十面相だ!! （『小学六年生』昭和35年4月～昭和36年3月）

1961年1月から題名が『おれは二十面相だ!』に変わる。ポプラ社版では「二十面相の呪い」
『鉄人Q』事件から1月後の物語である。
- 怪人と少年探偵 （『こども家の光』昭和35年9月～昭和36年9月）

掲載誌『こども家の光』は、農協が、全国の組合農家向けに発行する雑誌『家の光』の子供向け附録。「本屋が近くになく、シリーズ未見の僻地の子供たちの家にも宅配する」という、初の媒体での連載ということで、「怪人二十面相はまほうつかいのようなふしぎなどろぼうです」と序文が置かれ、それまでの二十面相のエピソードの総集編的内容となっている。
- 妖星人R （『少年』昭和36年1月～12月）

盗品美術館を完成させる。光文社の全集化が頓挫したため、本作はこれを引き継いだポプラ社が「空飛ぶ二十面相」に改題して全集化した。
- 超人ニコラ （『少年』昭和37年1月～12月）

同年、「人間改造術」を扱った戦前の『猟奇の果』が全集配本されており、これを転用した内容となっている。『妖星人R』同様、光文社から引き継いだポプラ社が「黄金の怪獣」と改題して全集化した。
昭和33年ごろから乱歩は身辺整理を始め、外出も減り、口述筆記が多くなる。昭和38年にはパーキンソン病が悪化、筆を執れなくなる。このため、『少年』に1962年（昭和37年）1月から12月にかけて連載された『超人ニコラ』（ポプラ社版『黄金の怪獣』）が二十面相最後の作品となった。

## 二十面相は複数人いるのか?
前述のように、二十面相は、死んだように見せかける事で何度も逃亡をしている。しかし『鉄塔の怪人』（ポプラ社版『鉄塔王国の恐怖』）では、二十面相は明智や警官隊の前で、「数十メートルある」という鉄塔の天辺から身を投げており、これで助かることは非常に困難である。何よりも、海のように生死不明のまま流れ去るような状況でないため、死体が見つかるか、見つからない場合は即ち何らかの奇跡的手段で命永らえて逃亡したとしか考えられず、そのどちらかしかあり得ない。
本文描写としては、二十面相が「矢のようにおちていきました」として「これが怪人二十面相の、あわれなさいごだったのです」と結ばれているだけで、実際に二十面相が地上に激突したり死亡したというような描写はない。また、原作者江戸川乱歩はこの点について、以後の作品でとくに何の説明も残していない。
この描写の説明として、後年推理作家綾辻行人は、「『鉄塔の怪人』で二十面相は死んでしまい、その後の物語に出てくる二十面相は別の人物による2代目なのではないか」と考えた。『生誕百年・探偵小説の大御所 江戸川乱歩99の謎』（二見書房刊）は、これに対して「『鉄塔の怪人』で死んだ二十面相は替え玉だ」という説をとっている。
また『妖人ゴング』（＝ポプラ社版魔人ゴング）で二十面相の化けた「ゴング」は野蛮人として描かれており、小林少年を死ぬかも知れない状況に陥れた。これは殺人が嫌いなはずの二十面相像とはそぐわないため、光文社版の注釈などでは『妖人ゴング』の二十面相は普段の二十面相とは別人ではないかと指摘している。ただ、野蛮人である「ゴング」の正体を暴かれた後の態度や言動は、いつもの二十面相のものだった。『魔法人形』では赤堀老人（と小林少年）を屋敷ごと焼き殺そうとしている。
綾辻の説以降、二十面相が複数人いるのではないかという説が幾つか生まれた。最も有名なのは北村想による説である。北村は戦前の作と戦後の作の矛盾撞着に目をつけた。戦前・戦後に書かれた物語は、それぞれ舞台が明らかに戦前・戦後のものであるにもかかわらず、登場人物は誰一人として年を取っていない。また登場当初には盗品美術館を作る事が一番の目的だったが、戦後の作品では、奇怪なぬいぐるみを着ては世間と少年探偵団を驚かす愉快犯的行動が多くなる。これらの矛盾を解消する説として、北村は戦前の二十面相と戦後の二十面相は別人ではないかと考えた。また明智小五郎も戦前と戦後では別人で、戦争後に小林少年が2代目明智小五郎を襲名し、浮浪者の少年を2代目小林少年として選んだのだと考えた。
「黄金髑髏の会」による『ぼくらにとっての「少年探偵団」』では、綾辻の説と北村の説に加え、『サーカスの怪人』と『魔法人形』の間でさらにもう一度二十面相の正体が入れ替わったと考え、全部で4人の二十面相を想定している。ポプラ社版の「少年探偵シリーズ」『大暗室』では、二十面相が残虐非道な殺人者として描かれているが、これは子供向けに氷川瓏 が代作し、犯人を二十面相に変更した事によるもので、乱歩の原典とはまったくの別物である。
これら登場人物の「別人入れ替わり説」の論拠に対して、乱歩本人の本文説明としては、戦後再開第一作である『青銅の魔人』で、はっきりと文中で戦前3作品の二十面相や明智、小林と戦後の彼らが同一人物であることが、文や本人らの会話で明言されている。二十面相の行動についても、戦前最後の登場作である『妖怪博士』で、すでにぬいぐるみを被って化け物に扮し、「小林と少年探偵団に復讐する」ことを宣言していて、戦後急に目的がぶれたわけではない。またそもそも戦後再開されたシリーズ全般でも、二十面相や明智、小林は相変わらず年を取っていない。

## 関連作品

### ラジオドラマ
二十面相は書籍以外のメディアでは、まずラジオドラマに登場した。単発ものに続き、連続もののラジオドラマは、大阪の朝日放送が最初に制作放映した。乱歩自身は「脚色はこの朝日放送のが一番良かったと思う」と述懐している。
- 『乱歩の青銅の魔人』（朝日放送）

昭和27年に放送。
- 『怪人二十面相』（ラジオ東京）

昭和29年に放送。
- 『少年探偵団』（朝日放送）

昭和29年に『少年探偵団』全話を放送。作詞：檀上文雄、作曲：白木義信による有名な主題歌はこの朝日放送のラジオドラマが初出。乱歩は「私は町を歩いて、子供たちが少年探偵団の歌を歌っているのを、しばしば耳にしたものである」と述懐している。
- 『少年探偵団』（ニッポン放送）

昭和30年に、前年放送された朝日放送の『少年探偵団』の録音原盤を譲り受け、全話を再放送。これが大好評だったため、ニッポン放送で新しく制作したものを昭和31年4月から翌昭和32年12月まで、毎週月曜日から金曜日まで、15分枠で放送した。
- 『オリベッティ劇場』（制作：ニッポン放送）

昭和48年から翌昭和49年まで、毎週月曜日から金曜日の夜9時50分 - 10時に放送された。ナレーター：藤岡琢也、二十面相：小山田宗徳、明智小五郎：納谷悟朗、音楽：寺内タケシとブルージーンズ。番組の冒頭では、怪人二十面相がいくつもの顔を持っていることになぞらえ、「（怪人二十面相が）ほら!あなたの横にいる人かもしれませんよ。ほら!…」と聴取者に訴えかける、BGMに乗せたナレーションがあった。

### 映画
ラジオドラマに続いて、二十面相の登場する乱歩作品は、昭和29年から松竹によって相次いで映画化された。昭和30年代に入ると、東映が「少年探偵団」をシリーズ化、その敵役として二十面相が登場。日本の怪盗キャラクターの代名詞になっていった。当時の映画は一週間興行で、週替わりで順次連続上映された。
松竹映画
- 『怪人二十面相 第一部人か魔か』 1954年（昭和29年）
- 『怪人二十面相 第二部 巨人対怪人』 1954年（昭和29年）
- 『怪人二十面相 第三部 怪盗粉砕』 1954年（昭和29年）

『怪人二十面相』を題名に、昭和29年に計3本が公開された。監督：弓削進、怪人二十面相：沼尾釣。
- 『名探偵明智小五郎シリーズ　青銅の魔人　第一部』 1954年（昭和29年）
- 『名探偵明智小五郎シリーズ　青銅の魔人　第三部』 1955年（昭和30年）
- 『名探偵明智小五郎シリーズ　青銅の魔人　第二部』 1955年（昭和30年）
- 『名探偵明智小五郎シリーズ　青銅の魔人　第四部』 1955年（昭和30年）

『名探偵明智小五郎シリーズ』として、昭和29年から翌年にかけて計4本が公開された。監督：穂積利昌、怪人二十面相：諸角啓二郎。
東映映画
東映では『少年探偵団』を題名に、昭和31年から昭和33年まで年に2本ずつ、計9本が製作公開された。
- 『少年探偵団 第一部 妖怪博士』 1956年（昭和31年）
- 『少年探偵団 第二部 二十面相の悪魔』 1956年（昭和31年）

監督：小林恒夫　怪人二十面相：南原伸二
- 『少年探偵団　かぶと虫の妖奇』 1957年（昭和32年）
- 『少年探偵団 鉄塔の怪人』 1957年（昭和32年）

監督：関川秀雄　怪人二十面相：加藤嘉
- 『少年探偵団 第一部 二十面相の復讐』 1957年（昭和32年）
- 『少年探偵団 第二部 夜光の魔人』 1957年（昭和32年）

監督：石原均　怪人二十面相：小牧正英
- 『少年探偵団 透明怪人』 1958年（昭和33年）
- 『少年探偵団 首なし男』 1958年（昭和33年）

監督：小林恒夫　怪人二十面相：伊藤雄之助
- 『少年探偵団 敵は原子潜航挺』 1958年（昭和33年）

監督：若林栄二郎　怪人二十面相：植村謙二郎

### 漫画・絵物語
映画に続き、テレビに先んじて、子供向けに翻案された漫画、絵物語も少年誌で開始された。このジャンルでの作品は、21世紀の現在でも随時、登場している。
- 『少年探偵団　妖怪博士の巻』

桑田二郎画、沢田賢二の文章による絵物語。昭和31年、「おもしろブック」（集英社）8月15日増刊号に掲載。
- 『怪人二十面相』

藤子不二雄による漫画版（安孫子素雄担当作）。昭和34年から35年にかけて、光文社「少年」に連載された。単行本は、藤子不二雄ランド（中央公論社）、藤子不二雄Aランド（ブッキング）でそれぞれ2巻刊行された。
- 『かいじん二十めんそう』

藤子不二雄による絵物語版（藤本弘担当作。後半は作画をしのだひでおが担当）。主人公はポケット小僧。昭和34年から講談社「たのしい一年生」に連載された。単行本は、藤子・F・不二雄大全集（小学館）で刊行された。
- 『少年探偵団怪人二十面相』

田中顕による漫画版。台詞、時代設定などをかなり忠実に再現している。全1巻。
- 『少年探偵団BD』

やまざきまことによる漫画版。「月刊コミックブンブン」2009年1月号から連載。
- 『怪人二十面相』

山田貴敏による漫画。全3巻。この作品の二十面相は原典とは異なり、「変装」ではなく「自分の体の構造を自在に変化させ姿を変える（目撃者が発狂するほどその過程はグロテスク）」という謎めいた存在として描かれる。

### テレビドラマ
日本のテレビ放送の黎明期から、「二十面相」は子供向け冒険ドラマの格好の題材として登場し、お茶の間でも身近な存在となった。昭和30年代作品は、乱歩によると光文社叢書全巻と、ポプラ社の大人向け長編作品を児童向けに書き直したもの10余編を採り入れたもの。
- 『怪人二十面相』 1958年11月23日～1960年6月5日　制作：日本テレビ

30分番組。毎週日曜日の夜の19時30分に放映された。
- 『少年探偵団』 1960年11月3日～1963年9月26日　制作：フジテレビ
- 『名探偵明智小五郎シリーズ 怪人四十面相』 1966年4月3日～6月26日　制作：日本テレビ

30分番組。1958年版と同じ放送枠で放映。
- 『少年探偵団 (BD7)』

1975年10月4日 - 1976年3月27日　制作：日本テレビ
本作では殺人も厭わない設定であり、完全に悪役となっている。全26話。二十面相は団次郎が演じた。顔の上半分を覆う黒覆面、口髭など、スタイルは『わんぱく探偵団』の二十面相に準じている。
- 『怪人二十面相』 1977年1月7日 - 7月8日　制作：フジテレビ

全25話。二十面相は内田勝正が演じた。
- 『怪人二十面相と少年探偵団』 1983年 - 1984年　制作：関西テレビ

二十面相を第1期は立川三貴、第2期は山本昌平が演じた。 関西が舞台だが、明智、少年探偵団、警部、二十面相いずれも標準語である。ここまでの作品の時代背景は、すべて放映当時のもの（現代）となっている。
- 『名探偵 明智小五郎』 1994年12月～1999年2月　制作：フジテレビ

『金曜エンタテイメント』枠で放送された2時間ドラマのシリーズ。二十面相は高杉亘が演じた。原作に忠実に戦前を舞台としている。
- 『明智小五郎対怪人二十面相』 2002年8月27日　制作：TBS

ビートたけしが演じたスペシャル番組。この二十面相は「整形手術の実験体にされ自分の顔を失った男」というオリジナル設定。戦前を舞台としている。
- 『シリーズ・江戸川乱歩短編集』第4弾1作目「怪人二十面相」2021年3月23日  制作：NHK BSプレミアム

満島ひかり が明智小五郎に扮するドラマシリーズ。二十面相を演じたのは森山未來。

### テレビアニメ
- 『わんぱく探偵団』 1968年 - 1969年　制作：フジテレビ

製作は虫プロダクション。顔の上半分を黒覆面で隠し、口髭を生やした姿で登場する。声は若山弦蔵が演じた。雪印乳業（現在の雪印メグミルク）の1社提供。
- 『乱歩奇譚 Game of Laplace』 2015年　制作：フジテレビ

製作はLerche。意匠化されたドクロのようなヘルメットタイプの仮面を付けた怪人。設定は本家とは異なり「法で裁けない犯罪者を次々と殺していた怪人」という設定となっている。
- 『TRICKSTER -江戸川乱歩「少年探偵団」より-』2016年

製作はトムス・エンタテインメントおよびシンエイ動画。様々な変装を施すが素顔は銀髪のイケメン。声はGACKTが演じる。なお本作の時代設定は近未来（2030年）となっている。

### ゲーム
- 『江戸川乱歩の怪人二十面相DS』

タカラトミーが2008年12月18日に発売したニンテンドーDSのゲーム。原作第一作『怪人二十面相』に基づいたストーリー。声は遠近孝一が演じた。

## パスティーシュ・パロディ
その高い知名度から、「二十面相」は乱歩の手を離れ、現在に至るまでさまざまなメディアの作品に登場、あるいは新たなキャラクターに翻案されている。

### 原作と同じ設定か、相似形の「二十面相」が登場するもの
小説
- 『大統領の晩餐』（「オヨヨ大統領」シリーズ）

小林信彦のパロディ推理小説。シリーズの一編において、「二十面相は老人ホームに隠居していたが、怪人千面鬼として再び行動を開始」し、後輩格の犯罪者・オヨヨ大統領の前に現れる。
- 『神野推理氏の華麗な冒険』（連作短編「神野推理」シリーズ）

小林信彦のパロディ推理小説。最初の短編集の一編において、多羅尾伴内、二階堂卓也（銀座旋風児）とともに登場。
本シリーズは「オヨヨ」シリーズと世界観を共有するので、この二十面相は上記の怪人千面鬼と同一人物ということになる。
- 『名探偵が多すぎる』

西村京太郎の推理小説。明智小五郎、エルキュール・ポワロ、エラリー・クイーン、ジュール・メグレの4人に対し、アルセーヌ・ルパンと怪人二十面相が挑戦する。
- 『怪人二十面相・伝』

北村想が「二十面相は二人いる」という自説を元に著した小説。映画化された。初代怪人二十面相は丈吉という名前で、みなし児の遠藤平吉と同じサーカス団グランド・サーカスに属している。初代二十面相は「妖怪博士」で消息不明となり、戦後の「青銅の魔人」以降は遠藤平吉（すなわち「サーカスの怪人」で二十面相の正体として描かれている人物）が後を継ぐというオリジナル設定となっている。
- 『黄昏の怪人たち』

芦辺拓の推理小説。殺人の嫌疑をかけられた二十面相。疑問を覚える明智が捜査に乗り出すが、事件は意外な方向に。
- 『大盗庶幾』

筒井康隆の小説。遠藤平吉を主人公にしている。

映画
- 『K-20 怪人二十面相・伝』

北村想の小説『怪人二十面相・伝』の映画化。2008年12月20日公開。

テレビドラマ
- 『明智探偵事務所』 1972年　制作：NHK

「心理試験」など二十面相作品ではない原作を主軸に映像化されたが、無理矢理レギュラーとして登場。出番が少ないとぼやく、博多弁の二十面相。演じたのは米倉斉加年。

ラジオドラマ
- 『怪人二十面相・伝』（1993年9月7日～9月18日）

NHK制作の青春アドベンチャーシリーズ。上記、北村想の小説のラジオドラマ化。

楽曲
- 『ティアドロップ探偵団』（作詞：松本隆、作曲・編曲：細野晴臣、歌：イモ欽トリオ）

1982年3月21日発売のシングル。曲の途中に二十面相と明智小五郎の台詞が入る。
- 『ミスターじゃがいもくん（ミスタージャガイモ）』

童謡。作詞：岡田富美子、作曲：阿部敏郎。ジャガイモを怪人二十面相になぞらえて歌っている。
- 『怪人二十面相』

バンド「人間椅子」のアルバム。

漫画
- 『ルパン三世 新冒険』

モンキー・パンチ作。ルパン3世と敵対する盗賊のボスとして「20面相」が登場。変装術も得意で、ルパンの恋人の峰不二子に変装した。
- 『パーマン』

藤子不二雄作（1966年連載開始版は藤本メインの合作。1983年連載開始版は藤本単独作）。パーマンのライバルの一人として「怪人千面相」（旧作では「怪人200面相」）がたびたび登場した。
- 『二十面相の娘』

小原愼司作。「二十面相の娘」チコの物語（血縁関係はない）。二十面相本人も登場。明智も少しだけ登場する。2008年にアニメ化されて、二十面相の声優は内田夕夜が演じた。この作品での二十面相は、「実際には殺人を厭わないが、義賊を装った方が何かと都合がいい為義賊のふりをしている」というオリジナル設定。

TVCM
- 「スバル・レオーネ」

初代レオーネのコマーシャルに登場。「レオーネの秘密がわかるかね、明智君?」がキャッチフレーズ。

舞台
- 『怪人と探偵』

2019年に上演されたミュージカル。
- 『モボ朗読劇『二十面相』〜遠藤平吉って誰？〜』

2021年6月に品川ステラボールで上演された朗読劇。主演は矢花黎（7 MEN 侍 / ジャニーズJr.）

### 二十面相のパロディ、またはインスパイア・キャラが登場するもの
小説
- 『怪盗七面相』

島田一男、香住春吾、三橋一夫、高木彬光、武田武彦、島久平、山田風太郎の、7人の作家による7編の短編から成る連作リレー小説。「怪盗七面相」という盗賊が登場し、毎話それぞれの作家の自作の探偵と競演するという趣向。
- 「タロット日美子」シリーズ

斎藤栄の小説。登場する「怪盗ファジー」は、老若男女様々な人物に変装して事件に関わる。
- 「天切松闇がたり」シリーズ

浅田次郎の小説。詐欺を生業とする変装の名人「書生常」（東京帝国大学学生を装って生活しているところから。後に同大学法学部教授を称する）が登場する。文中では「百の顔を持ち、のちに小説のモデルになった」ということになっている。
- 『ズッコケ三人組』シリーズ

美術品を愛好し、変装の名人の「怪盗X」が登場し、ハチベエら三人組と対決する。
三人組により正体が明らかになりかけたため逃亡したが、のちに「ズッコケ中年三人組シリーズ」で再登場した。

漫画
- 『廃人20面チョ』

永井豪の漫画。「週刊少年ジャンプ」の読者参加企画「愛読者賞」のエントリー作品で、一時期常連だった作者の連作「探偵イボ痔小五郎＆こややし少年＆性悪探偵団」シリーズの一編。
家族に山に棄てられたのち、特殊な顔のオデキ（面疔）のおかげで超能力を得た老人が、不幸な年寄りを救う正義の怪人廃人20面チョとなる。
- 『名たんていカゲマン』

山根青鬼の漫画。主人公のライバルの名は怪人19面相。「怪人二十面相に一つ及ばない」と言う意味で命名。怪盗119面相を名乗っていた時期もある。連載中数回だけ怪人19面相が死亡し、その兄の怪人21面相が登場したが、実は怪人19面相は死んでおらず21面相を名乗っていたという展開があった。
- 『20面相におねがい!!』

CLAMPの漫画作品。父の稼業を継いで怪人20面相をしている美少年（9歳）が主人公。
- 『ぼくらは青年探偵団』

まつざきあけみの漫画作品。美少年趣味の快人二十面相が登場。
- 『怪盗20世紀』

真樹日佐夫原作、小森一也作画の劇画作品。1970～1971年の「冒険王」に連載。暗黒街の犯罪王怪盗20世紀の活躍。
- 『パーマン』

藤子・F・不二雄の漫画。キャラクターに怪人千面相（アニメ版第1作では「怪人200面相」）が登場する。「日本中の刑事が束になっても逮捕できない」と登場人物のセリフで言われている。
- 『天才バカボン』

赤塚不二夫の漫画。インキチ（インチキに非ず）出版で仕事をする小説家が、モドキ作品「怪人二十手相」を執筆する。
- 『僕は少年探偵ダン♪♪』

ガモウひろし作。小学生探偵の一刀両ダンと敵対する怪盗の「21相面」が登場。変装術を使うが、誰に変装しても変装前の片眼鏡がついたままであるなどあまり上手では無い。初期のレギュラー悪役だったが、路線変更により後半からは別の犯罪組織の下っ端という扱いになった(組織には22～100相面と、彼より優れた能力を持つ相面が79名存在している)。
- 『江戸川探偵組』

平井隆太郎監修・神矢みのるの漫画。不思議な仮面を操り、「二十面相を超える者」と自称する超人二十一面相が登場する。過去に明智探偵と少年探偵団も存在した世界観の作品だが、回想で呼ばれる団長の名が「大林」などの相違点があり、二十一面相自身も原作で二十面相が盗んだものと同名の宝を好んで狙うなど本人と思わせる描写も多いが正体は最後まで不明であった。

楽曲
- 『回文21面相』

山崎清介の歌。

テレビ（ドラマ・アニメなど）
- 『元祖天才バカボン』

「怪人21衛門」というキャラクターが出るエピソードがある。
- 『伝説の勇者ダ・ガーン』

第38話「対決! レッドガイスト」で高杉星司が参考になる本を探す際、「名探偵明智大五郎と怪人23面相」があった。

- 『ケータイ刑事 銭形シリーズ』

「怪人十面相」という犯罪者が『銭形泪』に登場。その後、顔がばれていくにつれて「八面相」、「六面相」、「五面相」、「三面相」と名前を変える。
『銭形零』、『銭形雷』にも登場する。
- 『ヤッターマン（リメイク版）』

怪人百面相というキャラクターが登場する。
また、それに対する探偵として明智小五郎のパロディキャラ・ドケチ小五郎が登場する。小林少年をはじめとして少年探偵団は存在するものの、彼のもとを去ったという設定。
- 『探偵オペラ ミルキィホームズ』シリーズ

ミルキィホームズと敵対する怪盗帝国の一員「20（トゥエンティ）」の名前の由来が怪人二十面相である。また彼の持つトイズ「変装のトイズ」は二十面相の特技をオマージュしたものである。
- 『三代目明智小五郎〜今日も明智が殺される〜』

明智小五郎の孫・中五郎と対決する三代目怪人二十面相が登場する。

### 実際の事件
- グリコ・森永事件

1984年の事件。犯人グループが「かい人21面相」を名乗った。
- 大阪連続バラバラ殺人事件

1985年に犯した殺人事件について「怪人22面相」の名で警察に手紙を出した。
- 黒子のバスケ脅迫事件

2013年の事件。イベントやコンビニエンスストアを脅迫した犯人が「怪人801面相」を名乗った。